# Kolyma (flod)
Kolyma (russisk: Колыма́, tr. Kolymá; jakutisk: Халыма, tr. Khalyma) er en flod i det nordøstlige Sibirien. Afvandingsområdet ligger i Republikken Sakha, Tjukotskij autonome okrug og Magadan oblast i Rusland. Floden udspringer i bjergene nord for Okhotsk og Magadan ved sammenløbet af floderne Kulu og Ajan-Jurjakh, og munder ud i Kolymabugten i det Østsibiriske hav. Kolyma er 2.129 km lang, og afvandingsarealet opgives til 643.000 km² i Den store sovjetiske encyklopædi og 647.000 km² i Statens Vandregister.
Ved udløbet i Kolymabugten former floden et 110 km langt delta med et areal på 3.000 km². Kolyma er frosset i flere meters dybde ca. 250 dager om året, og er kun isfri mellem tidligt i juni og oktober.
Kolyma er kendt for sine Gulag-arbeidslejre under Stalintiden.
Efter at lejrene blev nedlagt blev statssubsidierne mindre, og lokale virksomheder og offentlig transport reduceredes til næsten ingenting. Mange mennesker, især etniske russere, ukrainere og hviderussere, er flyttet, mens de, som er forblevet i området, ernærer sig ved fiskeri og jagt sammen med områdets oprindelige folk — herunder jakuter, jukagirer, evener, tjuktjier. 

## Kommercielt brug af Kolyma
Kolyma er sejlbar 3-3,5 måned om året ca. 2.000 km opstrøms til udmundingen af bifloden Bakhaptja.
Ved byen Sinegóre i Magadan oblast er Kolymna vandkraftværk placeret. Vandkraftværket stod færdigt i 1982 og har en installeret kapacitet på 900 MW. Reservoirsøen har et areal på 454,6 km² og et volumen på 15,080 km³.
I den nederste del af floden foregår blandt andet fiskeri af heltling (coregonus albula), hvidfisk (coregonus muksun), bajkal hvidfisk (coregonus autumnalis) og hvidlaks.